# LA Galaxy 2013
Questa voce raccoglie le informazioni riguardanti il LA Galaxy nelle competizioni ufficiali della stagione 2013.

## Organico
Di seguito la rosa aggiornata al 2 marzo 2013.

### Rosa 2013
| N. |                        | Ruolo | Calciatore                |
| -- | ---------------------- | ----- | ------------------------- |
| 1  | Italia (bandiera)      | P     | Carlo Cudicini            |
| 2  | Stati Uniti (bandiera) | D     | Todd Dunivant             |
| 4  | Stati Uniti (bandiera) | D     | Omar Gonzalez             |
| 5  | Stati Uniti (bandiera) | D     | Sean Franklin             |
| 7  | Irlanda (bandiera)     | A     | Robbie Keane              |
| 8  | Brasile (bandiera)     | C     | Marcelo Sarvas            |
| 10 | Stati Uniti (bandiera) | C     | Landon Donovan (capitano) |
| 11 | Stati Uniti (bandiera) | C     | Colin Clark               |
| 12 | Stati Uniti (bandiera) | P     | Brian Rowe                |
| 16 | Stati Uniti (bandiera) | C     | Héctor Jiménez            |
| 17 | Stati Uniti (bandiera) | D     | Bryan Gaul                |
| 18 | Stati Uniti (bandiera) | C     | Mike Magee                |
| 19 | Brasile (bandiera)     | C     | Juninho                   |

| N. |                        | Ruolo | Calciatore       |
| -- | ---------------------- | ----- | ---------------- |
| 20 | Stati Uniti (bandiera) | D     | A. J. DeLaGarza  |
| 21 | Stati Uniti (bandiera) | D     | Tommy Meyer      |
| 22 | Brasile (bandiera)     | D     | Leonardo         |
| 24 | Stati Uniti (bandiera) | P     | Bryan Perk       |
| 25 | Messico (bandiera)     | C     | Rafael Garcia    |
| 26 | Stati Uniti (bandiera) | C     | Michael Stephens |
| 30 | Stati Uniti (bandiera) | A     | Chandler Hoffman |
| 32 | Stati Uniti (bandiera) | A     | Jack McBean      |
| 33 | Stati Uniti (bandiera) | C     | José Villarreal  |
| 34 | Stati Uniti (bandiera) | C     | Kenney Walker    |
|    | Brasile (bandiera)     | D     | David Lopes      |
|    | Francia (bandiera)     | C     | Laurent Courtois |